# Freestyle 4
Freestyle 4 - песня американского репера Канье Уэста с альбома The Life of Pablo.Вокал в песне исполняет рэпер Desiigner.В марте 2016 года,после выпуска альбома, Tyler,the Creator выпустил на неё ремикс

## Музыка
В треке отчетливо прослеживается начало песни 2001 года Human группы Goldfrapp , в результате чего Уилл Грегори и Элисон Голдфрапп были указаны как авторы песни.К тому времени, как в июне 2016 года в альбом «The Life of Pablo» были внесены все изменения , на 45-й секунде появился другой инструментал, а также было добавлено больше синтезаторов

## Ремиксы
3 марта 2016 года репер Tyler, the Creator выпустил ремикс на «Freestyle 4» под названием «What the Fuck Right Now», в котором принял участие ASAP Rocky.Спустя неделю после выхода альбома «The Life of Pablo» Тайлер признался в том,что «чертовски любит эту песню».Спустя три дня после выхода ремикса, Уэст одобрил его в Twitter
25 мая 2016 года вышел ещё один ремикс на «Freestyle 4».В этот раз его сделал репер LSDXOXO,добавив в трек более клубное звучание
Ещё один ремикс песни Канье Уэста с участием ASAP Ferg и Big Sean был слит в сеть 5 августа 2017 года.

## Коммерческое исполнение
После выхода The Life of Pablo в феврале 2016 года трек дебютировал на 9 месте в американском чарте Billboard Bubbling Under Hot 100.В течение той же недели он достиг 43 места в американском чарте Hot R&B/Hip-Hop Songs

## Чарты
| Чарт (2016)                            | Строчка |
| -------------------------------------- | ------- |
| UK Singles (Official Charts Company)   | 132     |
| Великобритания (OCC UK Hip Hop/R&B)    | 38      |
| США (Billboard Bubbling Under Hot 100) | 9       |
| США (Billboard Hot R&B/Hip-Hop Songs)  | 43      |
| US On-Demand Songs (Billboard)         | 40      |

## Сертификаты
| Регион                                                                      | Сертификация | Продажи |
| --------------------------------------------------------------------------- | ------------ | ------- |
| США (RIAA)                                                                  | Золотой      | 500 000 |
| Данные о продажах + прослушиваниях приведены только на основе сертификации. |              |         |